# Épisodes de Suspect numéro un New York
Cet article présente le guide des épisodes de la série télévisée américaine Suspect numéro un New York (Prime Suspect).

## Généralités
- Cette saison est composée de treize épisodes. N'ayant pas obtenu une audience satisfaisante, la série n'a pas reçu de commande d'épisodes additionnels.
- La série était diffusée le jeudi à 22 h aux États-Unis et au Canada.
- Au Québec, la série a été diffusée du 29 mai 2012 au 21 août 2012 sur Séries+[1].
- En France, la série est diffusée sur Canal+ à partir du 1er novembre 2012[2] et sur France 2[3].
- Aucune information disponible concernant sa diffusion en Suisse et Belgique.

### Synopsis
La série est une version « re-imaginée » de la série britannique Suspect numéro 1. C'est l'histoire de Jane Timoney, détective aux homicides au sein du Service de Police de la Ville de New York (NYPD) qui est transférée dans une nouvelle équipe d'enquêteurs où elle n'est pas très appréciée. Jane sait se montrer confiante et concentrée mais elle peut aussi être dure, bête et parfois méchante. L'enquêtrice a ses problèmes bien à elle, certaines rumeurs sur son passé nébuleux la rattrapent mais après tout, c'est une bonne policière qui ne veut pas déroger de la plus importante chose à ses yeux : Le suspect numéro un.

## Distribution

### Acteurs principaux
- Maria Bello (VF : Sybille Tureau) : Inspecteur Jane Timoney
- Brían F. O'Byrne (VF : Nicolas Marié) : Inspecteur Reg Duffy
- Kirk Acevedo  (VF : Cyril Monge): Inspecteur Luisito « Lou » Calderon
- Peter Gerety (VF : Richard Leblond) : Desmond Timoney, le père de Jane
- Tim Griffin (VF : Olivier Cordina) : Inspecteur Augie Blando
- Damon Gupton (VF : Daniel Lobe) : Inspecteur Evrard Velerio
- Kenny Johnson (VF : Damien Boisseau) : Matt Webb, le compagnon de Jane
- Aidan Quinn (VF : Michel Vigné) : Lieutenant Kevin Sweeney

### Acteurs récurrents et invités
- Elizabeth Rodriguez (VF : Dorothée Pousséo) : Agent du NYPD Carolina Rivera (5 épisodes)
- Lena Georgas : Tricia Roenick (4 épisodes)
- Ellen Ratner : Iris (4 épisodes)
- Max Page : Owen Webb (4 épisodes)
- Dash Mihok : détective Tachenko (épisodes 1 et 2)
- Michael Reilly Burke : Doug Roenick (épisodes 1 et 4)
- James Martin Kelly (en) : Chief Charlie Bondlow (épisodes 1 et 11)
- Joe Nieves : Inspecteur Eddie Gautier (épisode 1)
- B. J. Britt : Robber (épisodes 3 et 7)
- John O'Leary : Malachi (épisodes 3 et 10)
- Rebecca Lowman : Becky Hubbard (épisodes 4, 11 et 13)
- Peter Berg : Deputy Chief Daniel Costello[5] (épisodes 5 et 11)
- Jay Mohr : A.D.A. Bullock[6] (épisode 9)

## Liste des épisodes

### Épisode 1:Seule contre tous
- États-Unis /  Canada : 22 septembre 2011 sur NBC / Global
- Québec : 29 mai 2012 sur Séries+
- France : 1er novembre 2012 sur Canal+[7]

- États-Unis : 6,05 millions de téléspectateurs[8]
- Canada : 897 000 téléspectateurs[9]

- Dash Mihok (détective Tachenko)
- Jason Beghe (détective Jake Keating)
- Michael Reilly Burke (Doug)
- Lena Georgas (Tricia Roenick)
- James Martin Kelly (chef du NYPD Charlie Bonlow)
- Michael Buie (Curtis Hull)
- Grimm Reaper Q. (Raymond Moresco)

### Épisode 2:Alerte enlèvement
- États-Unis /  Canada : 29 septembre 2011 sur NBC / Global
- Québec : 5 juin 2012 sur Séries+
- France : 1er novembre 2012 sur Canal+

- États-Unis : 5,69 millions de téléspectateurs[10]
- Canada : 783 000 téléspectateurs[11]

- Dash Mihok (détective Tachenko)
- Paula Malcomson (Noelle Tanner)
- David Meunier (Chris Hughes)
- Lena Georgas (Tricia Roenick)
- Steve Cell (Jason Healy)
- Nicki Micheaux (Mlle. Castillo)
- Eric Edelstein (Glen Cover)
- Dante Basco

### Épisode 3:Amour à mort
- États-Unis /  Canada : 6 octobre 2011 sur NBC / Global
- Québec : 12 juin 2012 sur Séries+

- États-Unis : 5,04 millions de téléspectateurs[12]
- Canada : 770 000 téléspectateurs

- Mackenzie Asten (Malcolm Ward)
- Jackson Hurst (David Hollister)
- Eileen Ryan (Susan Whitney)
- Ellen Ratner (Iris)
- Tara Buck (Kasey Monrad)
- B.J. Britt (Le cambrioleur au bar de M. Timoney)

### Épisode 4:C'était le meilleur
- États-Unis /  Canada : 13 octobre 2011 sur NBC / Global
- Québec : 19 juin 2012 sur Séries+

- États-Unis : 4,6 millions de téléspectateurs[13]
- Canada : 630 000 téléspectateurs

- Joelle Carter (femme de la victime)
- Steven Culp (Richard, collègue de la victime)
- Michael Reilly Burke (Doug)
- Lena Georgas (Tricia Roenick)
- Rebecca Lowman (Becky Hubbard)
- Luis Cháves (Nestor Torres)
- Matt McTique (Mikey Nelson)
- Colby French (Dean)
- Michelle Azar (Mme Moore)

### Épisode 5:Les regrets se ramassent à la pelle
- États-Unis /  Canada : 27 octobre 2011 sur NBC / Global
- Québec : 26 juin 2012 sur Séries+

- États-Unis : 4,03 millions de téléspectateurs[14]
- Canada : 724 000 téléspectateurs[15]

- Peter Berg (Directeur des enquêtes criminelles Daniel Costello)
- Vince Grant (Lyons)
- Ellen Ratner (Iris)
- Tim De Zarn (Duke)
- Emily Rios
- Gary Perez (Juno Suroz)

### Épisode 6:Une dose à tuer un cheval
- États-Unis /  Canada : 3 novembre 2011 sur NBC / Global
- Québec : 3 juillet 2012 sur Séries+

- États-Unis : 4,51 millions de téléspectateurs[16]
- Canada : 772 000 téléspectateurs[17]

- Michael O'Neill (Capitaine de frégate Wells)
- Robert Wisdom (Chuck Reingold)
- Walter Pérez (Ward Foster)
- Ahna O'Reilly (Emma)
- Rob Roy Fitzgerald
- Robin Pearson Rose (vétérinaire)
- Blake Berris (Gary Tibbits)
- Kim Robillard (Bellows)
- Tommy Savas (Bugsy)

### Épisode 7:Une vie trop courte
- États-Unis /  Canada : 10 novembre 2011 sur NBC / Global
- Québec : 10 juillet 2012 sur Séries+

- États-Unis : 4,86 millions de téléspectateurs[18]
- Canada : 885 000 téléspectateurs[19]

- Randy Heller (Mme Minoff)
- Sarah Lafleur (Oona Timoney, la sœur de Jane)
- Bre Blair (Allison Martin)
- Toks Olagundoye (Lucy Martin)
- Ellen Ratner (Iris)
- Erica Gimpel (Directrice de l'école de prématernelle)
- Scott MacDonald (Brian O'Malley)
- Kevin Fry-Bowers (Barman)
- Jeffrey Doornbas John Martin[pas clair]
- BJ Britt (Le cambrioleur de bar de M. Timoney)

### Épisode 8:Terreur à la campagne
- États-Unis /  Canada : 17 novembre 2011 sur NBC / Global
- Québec : 17 juillet 2012 sur Séries+

- États-Unis : 4,34 millions de téléspectateurs[20]
- Canada : 846 000 téléspectateurs[21]

- Graham Beckel (Shérif Lawson)
- Nina Siemaszko (Peggy)
- Emma Fuhrmann (Amanda Patterson)
- April Parker-Jones (Nancy)
- John O'Brien (Andrew Whittaker)

### Épisode 9:L'Impasse
- États-Unis /  Canada : 1er décembre 2011 sur NBC / Global
- Québec : 24 juillet 2012 sur Séries+

- États-Unis : 4,69 millions de téléspectateurs[22]
- Canada : 993 000 téléspectateurs[23]

- Jay Mohr (A.D.A. Bullock)
- Marin Ireland (Jodi Barrett)
- Emma Caulfield (Montana Ride)
- Danny Mastrogiorgio (King Dickens)
- Rya Kihlstedt (Marie Keating)

### Épisode 10:Le Clan des Irlandais
- États-Unis /  Canada : 15 décembre 2011 sur NBC / Global
- Québec : 31 juillet 2012 sur Séries+

- États-Unis : 3,7 millions de téléspectateurs[24]
- Canada : 677 000 téléspectateurs[25]

- Lena Georgas (Tricia Roenick)
- Mark Sheppard (Blackjack Mullins)
- Anthony Brophy (Mickey Prendergast)
- Brian Scannell (Shane Murphy)
- Sprague Grayden (Fionna Davey)
- Walter Emanuel Jones (Randall Hughes)
- Michael J. Pagan (André)
- Sara Mornell (Mme Kesh)
- DaJuan Johnson (M. Bling)

### Épisode 11:Le Poids du passé
- Canada : 19 décembre 2011 sur Global
- États-Unis : 22 décembre 2011 sur NBC
- Québec : 7 août 2012 sur Séries+

- États-Unis : 4,44 millions de téléspectateurs[26]
- Canada : 813 000 téléspectateurs[27]

- Bodhi Elfman (Paul Robie)
- Amy Landecker (Alice Paget)
- Matt Servitto
- Larry Joshua (Walt Scolnick)
- James Martin Kelly (chef du NYPD Charlie Bonlow)
- Stephen Bishop (Agent Biddle du NYPD)
- Michael Irby
- Jay Acovone
- Ming Lo (George Lin)
- Eddie Shin (Richard Zhou)
- Peter Berg (Directeur des enquêtes criminelles Daniel Costello)
- John Prosky
- Rebecca Lowman (Becky Hubbard)

### Épisode 12:Tuer n'est pas jouer
- Canada : 21 janvier 2012 sur Global
- États-Unis : 22 janvier 2012 sur NBC
- Québec : 14 août 2012 sur Séries+

- États-Unis : 4,31 millions de téléspectateurs[28]

- Elizabeth Peña (Gloria Lopez)
- Darren Pettie (M. Coleman)
- Gabriel Chavarria (Oscar Cabrera)
- Joseph Julian Soria (Benny Ortiz)
- Scott Mosenson (M. Morris)
- Devika Parikh (Robin Morris)
- Wesley Jonathan (Dwayne)

### Épisode 13:Une garde trop rapprochée
- États-Unis /  Canada : 22 janvier 2012 sur NBC / Global
- Québec : 21 août 2012 sur Séries+

- États-Unis : 3,65 millions de téléspectateurs[28]
- Canada : 705 000 téléspectateurs[29]

- Chris Bauer (Stevie)
- Andre Royo (Santana Cordero, neveu de Lou Calderon)
- Patty McCormack (Lillian Duffy, mère de Reg)
- Ness Bautista (Teddy Melendez)
- Laurence Mason (Frank)
- Saul Huezo (Kevin Garvey)